# Kristen Wiig
Kristen Carroll Wiig (Canandaigua, Nova Iorque, 22 de agosto de 1973) é uma atriz, comediante, argumentista e produtora norte-americana. Fez parte do elenco de Saturday Night Live de 2005 a 2012, tendo deixado o programa na temporada 37 para trabalhar em outros projetos.
Desde a sua saída do programa Saturday Night Live, Wiig construiu uma carreira de sucesso no cinema em filmes de comédia como Bridesmaids, Anchorman 2 e Ghostbusters, filmes independentes como The Secret Life of Walter Mitty, The Diary of a Teenage Girl, The Skeleton Twins e Welcome to Me e filmes de animação como Despicable Me 2 e How to Train Your Dragon.
Em 2012, foi nomeada para o Oscar de Melhor Roteiro Original pelo seu trabalho no filme Bridesmaids. Recebeu ainda uma nomeação para o Globo de Ouro de Melhor Atriz num Filme de Comédia ou Musical pelo mesmo filme.

## Biografia
Kristen Wiig nasceu na cidade de Canandaigua, no Estado de Nova Iorque, filha de Jon Wiig, gestor de uma marina em Nova Iorque, e de Laurie Wiig, uma artista. O seu pai é de ascendência norueguesa e irlandesa e a sua mãe de ascendência inglesa e escocesa.
Quando Kristen tinha três anos, mudou-se com a família para Lancaster, na Pensilvânia, onde permaneceu até aos 13 anos, altura em que se mudou com a família para Rochester, em Nova Iorque. No 9.º e no 10.º ano de escolaridade frequentou a Allendale Columbia School, uma prestigiada escola privada exclusivamente feminina, porém terminou o liceu no Brighton High School.
Depois de terminar o liceu, Kristen ingressou na Universidade do Arizona onde completou um curso de Artes. Quando terminou o curso, o plano de Kristen era começar um emprego numa clínica de cirurgia plástica onde desenharia o resultado final das operações dos clientes. Porém, depois de ter frequentado as aulas de representação obrigatórias do seu curso e por sugestão do seu professor, decidiu continuar a representar e mudou-se para Los Angeles para procurar trabalho.
Foi casada com o ator Hayes Hargrove entre 2005 e 2009.

## Carreira

### Primeiros trabalhos
Kristen começou a sua carreira no teatro de comédia e improvisação em Los Angeles. Em 2003, participou no programa The Joe Schmo Show, uma paródia de reality shows onde interpretou uma conselheira de casamentos charlatã.
O diretor de uma das companhias de teatro onde Kristen trabalhou aconselhou-a a enviar uma gravação para o programa Saturday Night Live.

### Televisão
Kristen estreou-se no programa Saturday Night Live na sua 31.ª temporada em novembro de 2005. Na temporada seguinte conseguiu permanecer no programa, apesar do corte no seu orçamento e tornou-se membro do elenco principal até à sua saída em 2012.
Durante a sua participação no Saturday Night Live, Kristen foi nomeada para o prémio Emmy de Melhor Atriz Secundária numa Série de Comédia quatro vezes (2009, 2010, 2011 e 2012). Em 2008, a revista Entertainment Weekly incluiu-a na sua lista de "15 Melhores Desempenhos do Saturday Night Live" e, no ano seguinte, na sua lista das "25 Mulheres Mais Engraçadas de Hollywood".
O último episódio de Kristen Wiig no Saturday Night Live foi transmitido em 19 de maio de 2012 e foi apresentado por Mick Jagger. No final do episódio, vários antigos membros do elenco do programa, incluindo Amy Poehler, Chris Kattan, Chris Parnell, Will Forte e Rachel Dratch e ainda Steve Martin e Jon Hamm juntaram-se a Kristen no palco para a sua despedida enquanto Mick Jagger cantava a música "She's a Rainbow". Kristen regressou ao programa para o apresentar em maio de 2013.
Kristin fez participações especiais em episódios de séries como Bored to Death, Portlandia, Drunk History e The Simpsons. Em 2013, interpretou o papel de Lucille Bluth jovem no reavivamento da série Arrested Development na Netflix.
Em 2015, participou na minissérie de comédia The Spoils Before Dying, onde interpretou o papel de Dolores DeWinter. Participou ainda em três episódios da série de comédia Wet Hot American Summer da Netflix e num telefilme do canal Hallmark, A Deadly Adoption, onde contracenou com Will Ferrell.
Kristen tem por hábito aparecer disfarçada nas entrevistas que dá no The Tonight Show Starring Jimmy Fallon quando promove os seus projetos no cinema. Já apareceu disfarçada de Harry Styles, Daenerys Targaryen e Peyton Manning. Na cerimónia dos prémios Grammy de 2015, disfarçou-se de Sia e interpretou a música "Chandelier" com Maddie Ziegler.

### Cinema

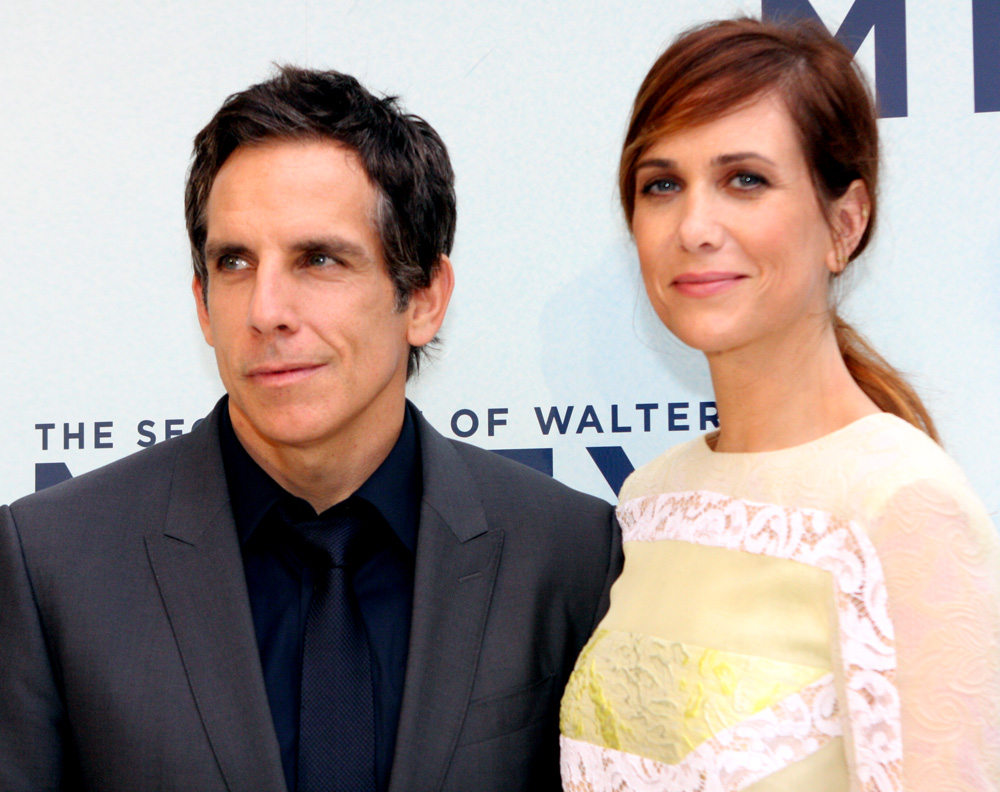
Kristen Wiig com Ben Stiller na estreia do filme The Secret Life of Walter Mitty.

Kristen estreou-se no cinema em 2006 com um papel no filme natalício Unaccompanied Minors. No ano seguinte, participou na comédia Knocked Up de Judd Apatow no papel de uma assistente passivo-agressiva. Participou ainda no filme Walk Hard de Jake Kasdan, também produzido por Judd Apatow. Em 2008, teve vários papéis secundários em filmes de comédia como Forgetting Sarah Marshall e Semi-Pro e na comédia dramática Ghost Town.
Em 2009, foi uma das protagonistas da comédia Extract e do telefilme A Very Gilly Christmas. Teve ainda papéis secundários nos filmes independentes Adventureland (protagonizado por Jesse Eisenberg e Kristen Stewart) e Whip It, o filme de estreia de Drew Barrymore como realizadora. Nesse ano teve ainda o seu primeiro trabalho de dobragem no filme de animação Ice Age 3 onde fez a voz de Pudgy Beaver Mom.
Em 2010, participou nas comédias MacGruber e Date Night (protagonizada por Tina Fey e Steve Carell). Participou ainda na dobragem de dois filmes de animação de grande sucesso: How to Train Your Dragon (no papel de Ruffnut) e Despicable Me (no papel de Miss Hattie). Neste ano interpretou o seu primeiro papel dramático no filme All Good Things, protagonizado por Ryan Gosling e Kirsten Dunst.
2011 foi o ano de revelação da atriz. Foi uma das protagonistas de Paul, uma comédia escrita por Simon Pegg e Nick Frost sobre dois nerds britânicos que viajam para a Area 51 nos Estados Unidos e encontram um extra-terrestre. Nesse verão estreou Bridesmaids, uma comédia que a própria escreveu em colaboração com Annie Mumolo. O filme segue uma competição entre a melhor amiga de uma noiva (Wiig) e uma das damas-de-honor para proporcionar a melhor experiência de casamento à sua amiga. A comédia foi um sucesso entre a crítica e o público e foi nomeada para dois Óscares no ano seguinte.
Em 2013, Kristen protagonizou o filme The Secret Life of Walter Mitty com Ben Stiller. O filme segue a história de Walter Mitty (Stiller), um homem com um emprego monótono numa revista que passa grande parte do seu tempo a sonhar acordado e que acaba por viver uma aventura em busca de uma fotografia desaparecida. No mesmo ano teve um papel secundário no filme Her de Spike Jonze que foi nomeado para o Óscar de Melhor Filme em 2014. Participou ainda na comédia Anchorman 2 no papel de namorada da personagem de Steve Carell.

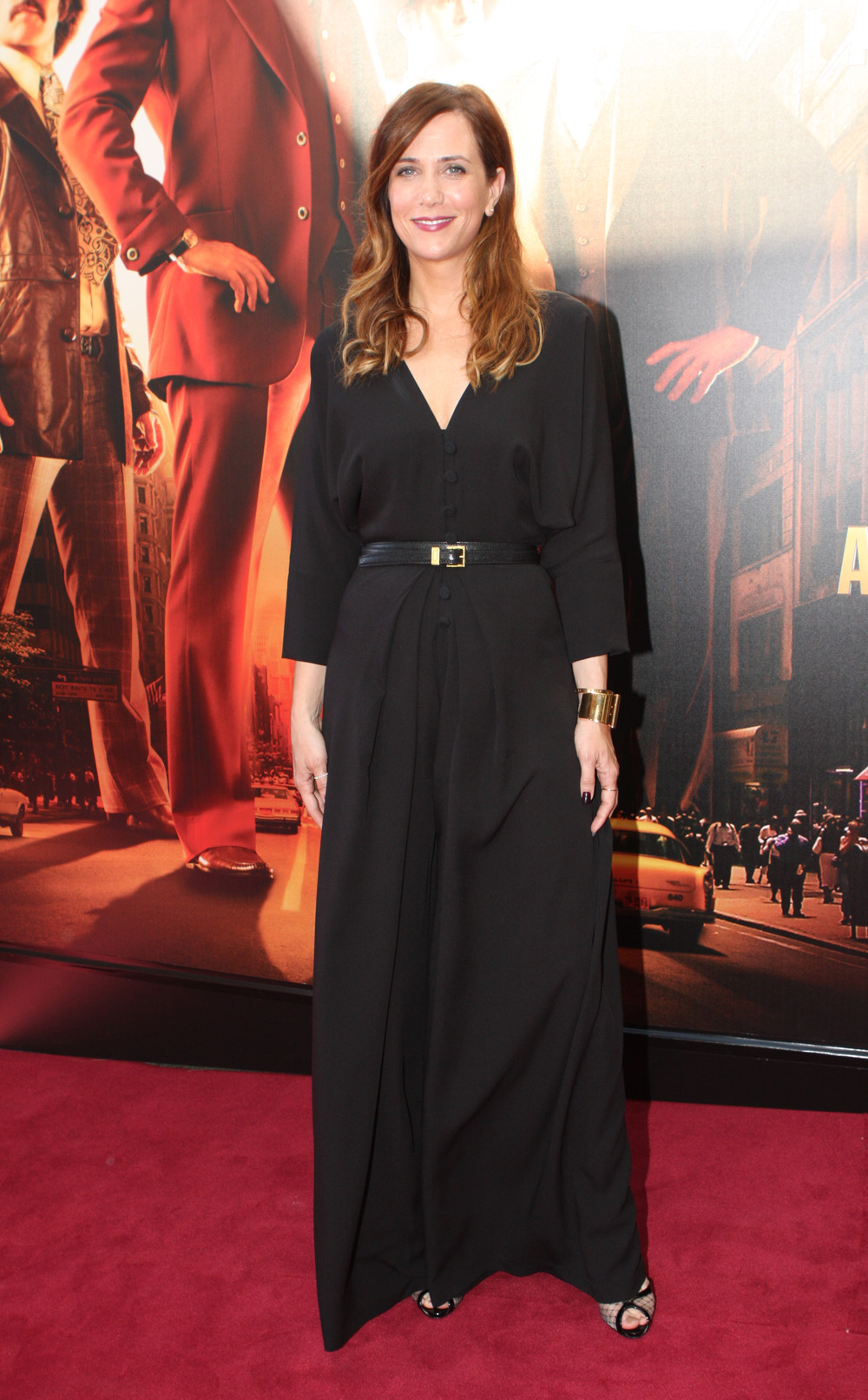
Kristen Wiig na estreia de Anchorman 2.

Em 2014, protagonizou dois filmes independentes: The Skeleton Twins, que a reuniu com o seu colega de Saturday Night Live, Bill Hader, e que segue a história de dois irmãos gémeos que se encontram ao fim de 10 anos separados depois de sobreviverem a acidentes no mesmo dia. Foi também protagonista de Welcome to Me, um filme sobre uma mulher com problemas mentais que ganha a lotaria e decide utilizar o dinheiro para criar o seu próprio programa de televisão.
Em 2015, a atriz foi uma das protagonistas do filme independente The Diary of a Teenage Girl no papel de Charlotte. O filme conta ainda com Bel Powley e Alexander Skarsgård no elenco. É baseado no romance gráfico com o mesmo nome e foi bem recebido pela crítica. No mesmo ano, Kristen teve um papel secundário no filme The Martian, realizado por Ridley Scott e protagonizado por Matt Damon.

Em 2016, participou na comédia Zoolander 2 no papel de Alexanya Atoz e fez a voz da personagem de Brenda na comédia de animação Sausage Party. No entanto, o filme que recebeu mais atenção na imprensa foi Ghostbusters, um remake do filme com o mesmo nome de 1984 onde interpreta o papel de Erin Gilbert. O filme esteve envolto em polémica desde que foi anunciado que os papéis principais seriam interpretados por mulheres, algo que alguns dos fãs do filme original classificaram como uma jogada de marketing. Nos meses que se anteciparam ao lançamento, estes fãs foram aumentando o tom das suas críticas e acusados de misoginia por se oporem de forma tão acentuada à opção de escolher mulheres para os papéis principais. Sobre a polémica, Kristen Wiig disse:
Fiquei surpreendida pelo facto de haver tanta polémica por sermos mulheres. Algumas pessoas disseram coisas pouco simpáticas sobre o facto de sermos mulheres. Não fiquei zangada com isso, mas chateou-me. Estamos a prestar uma homenagem a esses filmes.
Ainda em 2016, Kristen participou na comédia Masterminds, um filme sobre um dos maiores assaltos a um banco na História dos EUA e que conta com Jason Sudeikis, Kate McKinnon, Owen Wilson e Zach Galifianakis no elenco.
Os seus projetos futuros incluem as comédias dramáticas The Heyday of the Insensitive Bastards e Downsizing do realizador Alexander Payne,além disso será a Mulher-Leopardo, a principal vilã do filme Mulher-Maravilha 2 em 2020.

## Filmografia

### Cinema
| Ano  | Título                            | Papel                   | Notas                               |
| ---- | --------------------------------- | ----------------------- | ----------------------------------- |
| 2003 | Melvin Goes to Dinner             | Extra                   |                                     |
| 2006 | Unaccompanied Minors              | Carole Malone           |                                     |
| 2007 | Knocked Up                        | Jill                    |                                     |
| 2007 | Meet Bill                         | Jane Whitman            |                                     |
| 2007 | The Brothers Solomon              | Janine                  |                                     |
| 2007 | Walk Hard: The Dewey Cox Story    | Edith Cox               |                                     |
| 2008 | Semi-Pro                          | Bear Handler            |                                     |
| 2008 | Forgetting Sarah Marshall         | Yoga Instructor         |                                     |
| 2008 | Pretty Bird                       | Mandy                   |                                     |
| 2008 | Ghost Town                        | Surgeon                 |                                     |
| 2009 | Adventureland                     | Paulette                |                                     |
| 2009 | Ice Age: Dawn of the Dinosaurs    | Pudgy Beaver Mom (voz)  |                                     |
| 2009 | Whip It                           | Maggie Mayhem           |                                     |
| 2009 | Extract                           | Suzie Reynolds          |                                     |
| 2010 | How to Train Your Dragon          | Ruffnut Thorston (voz)  |                                     |
| 2010 | Date Night                        | Haley Sullivan          |                                     |
| 2010 | MacGruber                         | Vicki St. Elmo          |                                     |
| 2010 | Despicable Me                     | Miss Hattie (voz)       |                                     |
| 2010 | All Good Things                   | Lauren Fleck            |                                     |
| 2011 | Paul                              | Ruth Buggs              |                                     |
| 2011 | Bridesmaids                       | Annie Walker            | Também foi argumentista e produtora |
| 2012 | Friends with Kids                 | Missy                   |                                     |
| 2012 | Revenge for Jolly!                | Angela                  |                                     |
| 2013 | Girl Most Likely                  | Imogene                 | Também foi produtora executiva      |
| 2013 | Despicable Me 2                   | Agent Lucy Wilde (voz)  |                                     |
| 2013 | Her                               | SexyKitten (voz)        |                                     |
| 2013 | The Secret Life of Walter Mitty   | Cheryl Melhoff          |                                     |
| 2013 | Anchorman 2: The Legend Continues | Chani                   |                                     |
| 2014 | Hateship, Loveship                | Johanna Parry           |                                     |
| 2014 | The Skeleton Twins                | Maggie                  |                                     |
| 2014 | How to Train Your Dragon 2        | Ruffnut Thorston (voz)  |                                     |
| 2014 | Welcome to Me                     | Alice Klieg             | Também foi produtora                |
| 2015 | The Diary of a Teenage Girl       | Charlotte               |                                     |
| 2015 | Nasty Baby                        | Polly                   |                                     |
| 2015 | The Martian                       | Annie Montrose          |                                     |
| 2016 | Zoolander 2                       | Alexanya Atoz / Katinka |                                     |
| 2016 | Ghostbusters                      | Dr. Erin Gilbert        |                                     |
| 2016 | Sausage Party                     | Brenda (voz)            |                                     |
| 2016 | Masterminds                       | Kelly                   |                                     |
| 2017 | Despicable Me 3                   | Agent Lucy Wilde (voz)  |                                     |
| 2017 | Downsizing                        | Audrey Safranek         |                                     |
| 2017 | Mother!                           | Porta-voz               |                                     |
| 2019 | How to Train Your Dragon 3        | Ruffnut Thorston (voz)  |                                     |
| 2019 | Where'd You Go, Bernadette        | Audrey Griffin          |                                     |
| 2020 | Wonder Woman 1984                 | Mulher-Leopardo         |                                     |

### Televisão
| Ano       | Título                                     | Papel                       | Notas                                                    |
| --------- | ------------------------------------------ | --------------------------- | -------------------------------------------------------- |
| 2003      | Joe Schmo Show                             | Dr. Pat                     | 9 episódios                                              |
| 2004      | I'm with Her                               | Kristy                      | Episódio: "The Heartbreak Kid"                           |
| 2004      | The Drew Carey Show                        | Sandy                       | Episódio: "House of the Rising Son-in-Law"               |
| 2005–2012 | Saturday Night Live                        | Vários papéis               | 135 episódios                                            |
| 2007      | 30 Rock                                    | Candace Van der Shark       | Episódio: "Somebody to Love"                             |
| 2009      | Flight of the Conchords                    | Brahbrah                    | Episódio: "Love Is a Weapon of Choice"                   |
| 2009–2010 | Bored to Death                             | Jennifer Gladwell           | 3 episódios                                              |
| 2010      | Ugly Americans                             | Tristan (voz)               | Episódio: "So, You Want to Be a Vampire?"                |
| 2010      | The Cleveland Show                         | Mrs. Stapleton (voice)      | Episódio: "The Curious Case of Jr. Working at The Stool" |
| 2011–2014 | The Looney Tunes Show                      | Lola Bunny (voz)            | 25 episódios                                             |
| 2011      | The Simpsons                               | Calliope Juniper (voz)      | Episódio: "Flaming Moe"                                  |
| 2011      | SpongeBob SquarePants                      | Madame Hag Fish (voz)       | Episódio: "The Curse of the Hex"                         |
| 2012      | Portlandia                                 | Gathy                       | Episódio: "Cat Nap"                                      |
| 2013      | The Simpsons                               | Annie Crawford (voz)        | Episódio: "Homerland"                                    |
| 2013      | Saturday Night Live                        | Ela própria (Apresentadora) | Episódio: "Kristen Wiig/Vampire Weekend"                 |
| 2013      | Arrested Development                       | Lucille Bluth jovem         | 7 episódios                                              |
| 2013      | Drunk History                              | Patty Hearst                | Episódio: "San Francisco"                                |
| 2014      | The Spoils of Babylon                      | Cynthia Morehouse           | 6 episódios                                              |
| 2015      | A Deadly Adoption                          | Sarah Benson                | Telefilme                                                |
| 2015      | The Spoils Before Dying                    | Delores O’Dell              | 6 episódios                                              |
| 2015      | Wet Hot American Summer: First Day of Camp | Courtney                    | 3 episódios                                              |

## Nomeações e prémios

### Academy Awards
| Ano  | Trabalho nomeado | Resultado |
| ---- | ---------------- | --------- |
| 2011 | Bridesmaids      | Indicado  |

### British Academy Film Awards
| Ano  | Trabalho nomeado | Resultado |
| ---- | ---------------- | --------- |
| 2011 | Bridesmaids      | Indicado  |

### Primetime Emmy Awards
| Ano  | Trabalho nomeado       | Resultado |
| ---- | ---------------------- | --------- |
| 2009 | Saturday Night Live    | Indicado  |
| 2013 | Saturday Night Live[F] | Indicado  |
| 2014 | The Spoils of Babylon  | Indicado  |

### Screen Actors Guild Awards
| Ano  | Trabalho nomeado | Resultado |
| ---- | ---------------- | --------- |
| 2011 | Bridesmaids      | Indicado  |

### Writers Guild of America Awards
| Ano  | Trabalho nomeado | Resultado |
| ---- | ---------------- | --------- |
| 2011 | Bridesmaids      | Indicado  |